# Shadows Fall
Shadows Fall es una banda estadounidense de heavy metal formada en Springfield, Massachusetts a finales de 1995. Aunque la banda haya experimentado varios cambios de la formación, la mayor parte de su carrera de grabación, Shadows Fall, ha estado conformada por Brian Fair (vocalista), Jonathan Donais (guitarra), Matt Bachand (guitarra), Paul Romanko (bajo), y Jason Bittner (batería).
Si bien en sus primeros trabajos, tocaban un sonido cercano a death metal melódico. A partir del tercer disco The Art Of Balance su música pasó a ser metalcore con elementos clásicos de thrash metal. Desde 2015 las actividades del grupo están paradas de forma indefinida. 

## Historia

### Formación ySomber Eyes to the Sky(1995-1997)
Shadows Fall se formó en 1995 por los guitarristas Jonathan Donais y Matt Bachand, entonces buenos amigos de la escena musical local. Bachand había sido previamente un miembro fundador de la banda de death metal y Donais un miembro de la banda de metalcore Aftershock . En 1996 la banda había encontrado una línea completa con la adición de Damien McPherson (voz), Mark Laliberte ( bajo) y David Germain (batería). También en 1996, Adam Dutkiewicz sería baterista en vivo para reemplazar a Germain. A finales de 1996, la banda grabó y lanzó un demo titulado Mourning a Dead World, de las cuales sólo se produjeron alrededor de 200 copias. McPherson decidió dejar la banda, y fue sustituido por Philip Labonte en 1997. Por la misma época, el bajista Paul Romanko, formalmente de la banda de hardcore Pushbutton Warfare, fue reclutado como un reemplazo permanente para Laliberte, que se había unido inicialmente con carácter temporal. Ahora con una formación más sólida, la banda lanzó su primer EP, To Ashes, con Dutkiewicz tocando como músico de sesión . El nombre del grupo, de acuerdo con Bachand, proviene del título de un cómic publicado a principios de 1990.
Shadows Fall fue de gira en el área de Nueva Inglaterra abriendo para artistas como Fear Factory y Cannibal Corpse. El 30 de noviembre de 1997, la banda lanzó su primer álbum de estudio  Somber Eyes to the Sky, a través del sello discográfico de Bachand, Lifeless Records. 

### Of One Blood (1998-2000)
En 1998, Labonte pidió abandonar la banda debido a diferencias personales y artísticas. Decidió dejar la banda y pasó a formar All That Remains. La banda buscaba un vocalista de reemplazo y, finalmente, contrató a Brian Fair de la banda de metalcore Overcast. La banda había sido amigo de Fair durante años. Después de una gira US Summer Tour con Shai Hulud, Overcast disuelto y la banda le pidió a Fair si le gustaría unirse a Shadows Fall. Durante la gira Shadows Fall fue firmado a Century Media Records. La banda grabó su segundo álbum de estudio Of One Blood con Fair como vocalista en 2000, y el lanzamiento incluyó canciones regrabadas de Somber Eyes to the Sky. En 2001, David Germain decidió abandonar la banda debido al alcoholismo, y fue reemplazado por el baterista ex Stigmata y Burning Human, Jason Bittner. 

### The Art Of Balance(2001-2003)
Debido a las comparaciones repetidas con bandas de Gotemburgo de death metal melódico, Shadows Fall decidió cambiar su estilo de encontrar su propio sonido. Inspirado por más thrash, influencias de rock y baladas de poder duro, la banda grabó su tercer álbum de estudio, titulado The Art Of Balance, publicado el 17 de septiembre de 2002, el álbum alcanzó el número 15 en la lista Billboard Top Independiente Shadows Fall lanzado tres videos para promocionar el álbum , "Thoughs Without Words", "Destroyer Of Senses" y " The Idiot Box " . The Art Of Balance contó con un cover de la canción de Pink Floyd " Welcome to the Machine ". Andy Hinds de Allmusic declaró el álbum es "un moderno álbum de heavy metal que es a la vez brutal y muy musical, tradicional pero con visión de futuro", pero criticó la colocación de "Welcome to the Machine", que indica la canción " está bien ejecutada con estilo, pero parece un poco fuera de lugar". Shadows Fall respaldó The Art Of Balance en un el Ozzfest 2003 tour.

### The War Within(2004-2006)
Shadows Fall lanzó su cuarto álbum de estudio The War Within, el 21 de septiembre de 2004. Fue el primer lanzamiento para entrar en el Billboard 200 para la banda en el número 20, y alcanzó el puesto número uno en la lista de álbumes Top Independent. En la promoción para el álbum, Shadows Fall lanzado cuatro videos musicales a lo largo de un año; "The Power Of I And I", "What Drives The Weak", " Inspiration on Demand", y "Enlighted By The Cold". La canción "What Drives The Weak" recibió una nominación al premio Grammy por Mejor Interpretación de Metal en el 2006, sin embargo, el premio fue para Slipknot por la canción " Before I Forget ". "The Light That Blinds" fue incluida en el videojuego Guitar Hero II. Wade Kergan de Allmusic elogió el álbum diciendo que la banda ha "crecido más allá de los confines de la multitud metal hardcore amante de todos modos, con más en común ahora con el clásico thrash de Metallica que el metal hardcore con tintes de Coalesce". A partir de 2008, el álbum ha vendido casi 400.000 copias en los Estados Unidos. 
Shadows Fall publicó su primer DVD The Art of Touring en noviembre de 2005. El DVD incluye un concierto en directo, escenas tras bambalinas y seis videos musicales. La banda lanzó su último CD de Century Media Records, titulado Fallout From The War el 13 de junio de 2006. Lanzado como un álbum recopilatorio , que debutó en el número 83 en el Billboard 200. Fallout From The War incluyó pistas grabadas por The War Within que no lo hicieron en el álbum, B-sides, regrabaciones, y versiones. David Jeffries de Allmusic afirmó que el álbum es "una gran introducción informal a los feroces y brujas melódicas que parece siempre clavar Shadows Fall".

### Threads Of Life(2007-2008)

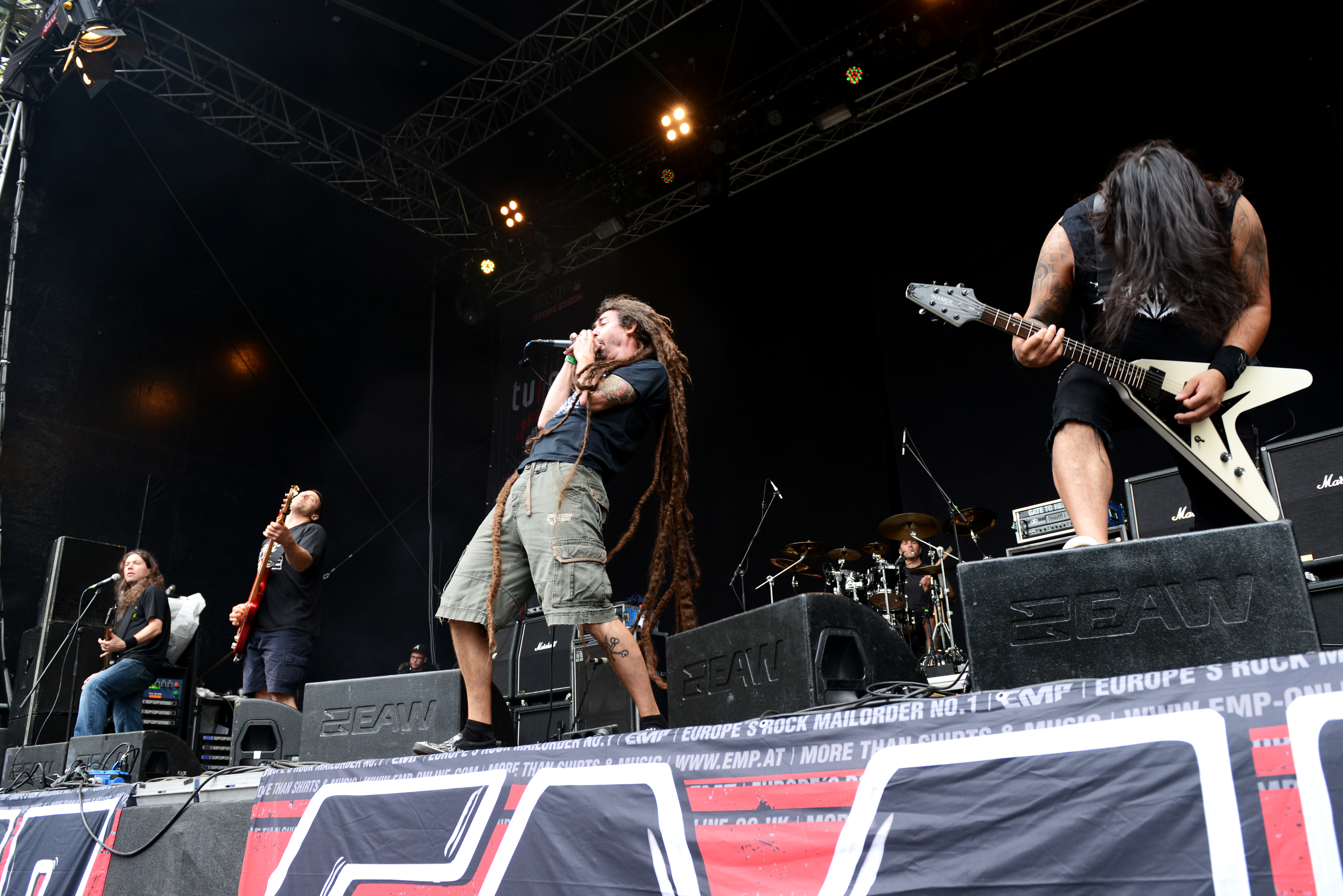
Shadows Fall live, Turock Open Air en Essen, 2014

Shadows Fall firmó un contrato con Atlantic Records para distribuir discos de la banda en los Estados Unidos, y un acuerdo con Roadrunner Records para la distribución internacional. La banda lanzó su quinto álbum de estudio Threads Of Life, el 3 de abril de 2007. "Redemption ", el primer sencillo del CD fue lanzado el 20 de febrero de 2007 a través de iTunes con un video musical "Redemption" recibió una nominación al Premio Grammy por Mejor Interpretación de Metal; la ceremonia de premiación que se celebró el 10 de febrero de 2008. "Eyes of the Insane " de Slayer ganó el premio. Thom Jurek de Allmusic afirmó Shadows Fall "no ha perdido el fuego, el ataque o actitud" en Threads Of Life.

### Retribution(2009-2011)
Shadows Fall lanzaron su sexto álbum, Retribution, el 15 de septiembre de 2009, a través del propio sello de la banda, Everblack Industries, que fue creado en conjunto con ILG de Warner Music Group, Ferret Music y ChannelZero Enterteinment. Este siendo lanzado en el Reino Unido a través de Spinefarm Records. El álbum fue producido por Chris " Zeuss " Harris. El baterista Jason Bittner declaró recientemente sobre el nuevo material de la banda, "Las canciones son un poco más en el lado más oscuro enojado... un montón de pesadez , mucha guitarra loca, y un montón de espacio para mí para pasar un buen rato. No existe duda en mi mente de que este será el mejor desempeño de mi carrera hasta el momento, y se lo debo a mis chicos por traerme riffs increíbles para escribir partes de batería". A partir del otoño de 2009 la banda estaba apareciendo en el 'Shock & Raw' tour por América del Norte con 2cents , Otep y Five Finger Death Punch. Después de una gira por América del Sur, Shadows Fall estará tocando en el escenario Jägermeister en el 2010 Rockstar Mayhem Festival en julio y agosto de 2010. La banda también fijó apoyar a Lamb Of God en su gira por Australia en diciembre de 2009. 
Shadows Fall lanzó un CD/DVD en vivo, Madness en Manila: Shadows Fall Live In The Philippines 2009, el 26 de octubre. 

### Fire From The Skyy hiatus (2012-2020)
A finales de 2011, Shadows Fall entró al estudio para empezar a grabar su séptimo álbum de estudio. Si bien en el estudio, se llevaron a cabo transmisiones de video en vivo para discutir el progreso del álbum y contestar las preguntas de los fanes. Este álbum es el primero en ser producido por Adam Dutkiewicz desde el primer álbum de estudio de la banda, Somber Eyes From The Sky. Fire From The Sky fue lanzado el 15 de mayo de 2012 hasta el Razor & Tie.
El 11 de enero de 2013, se anunció que el guitarrista Jon Donais se uniría Anthrax en su próximo Metal Alliance tour y el 13 de agosto de 2013 Donais fue confirmado como miembro de pleno Anthrax .
El 25 de agosto de 2014, la banda anunció varias giras finales que se llevarán a cabo en Europa y América del Norte para que la banda pudiera tomar un descanso indefinido de futuras giras extensas.

### Reunión (2021-presente)
En una entrevista de mayo de 2021 en Who's Your Band? Podcast de música, el baterista Jason Bittner reveló que Shadows Fall había "tratado de reunirse el año pasado para una reunión", y planea tocar uno de sus primeros shows en más de media década en el Worcester Palladium. También comentó sobre la posibilidad de nuevo material y más actividad de la banda: "No vamos a decir que todavía vamos a estar en pausa, pero tampoco vamos a decir que estamos activos. Solo queremos intentar tocar un ese es el punto de ahora - ¿podemos tocar un programa primero, y luego todo lo que viene después de eso, como hablar de escribir un disco o hablar de escribir un EP ... Ya hemos hablado de esto - dijimos, si cualquier cosa, primero escribiríamos un EP. No escribiríamos un largo; probablemente solo haríamos incrementos de cuatro canciones o algo así ".
El 22 de junio de 2021, el vocalista Brian Fair confirmó que Shadows Fall se reunirá para su primer show en más de media década en Worcester Palladium el 18 de diciembre. Los actos de apoyo para este espectáculo serán Unearth, Darkest Hour, Within the Ruins, Sworn Enemy y  Carnivora.

## Miembros de la banda
En la actualidad
- Brian Fair: vocalista (1999–presente)
- Felipe Roa: guitarra líder de gira (2013-2014)
- Matt Bachand: guitarra rítmica, vocalista de apoyo (1995–presente)
- Paul Romanko: bajo (1995–presente)
- Jason Bittner: batería, percusión (2002–presente)

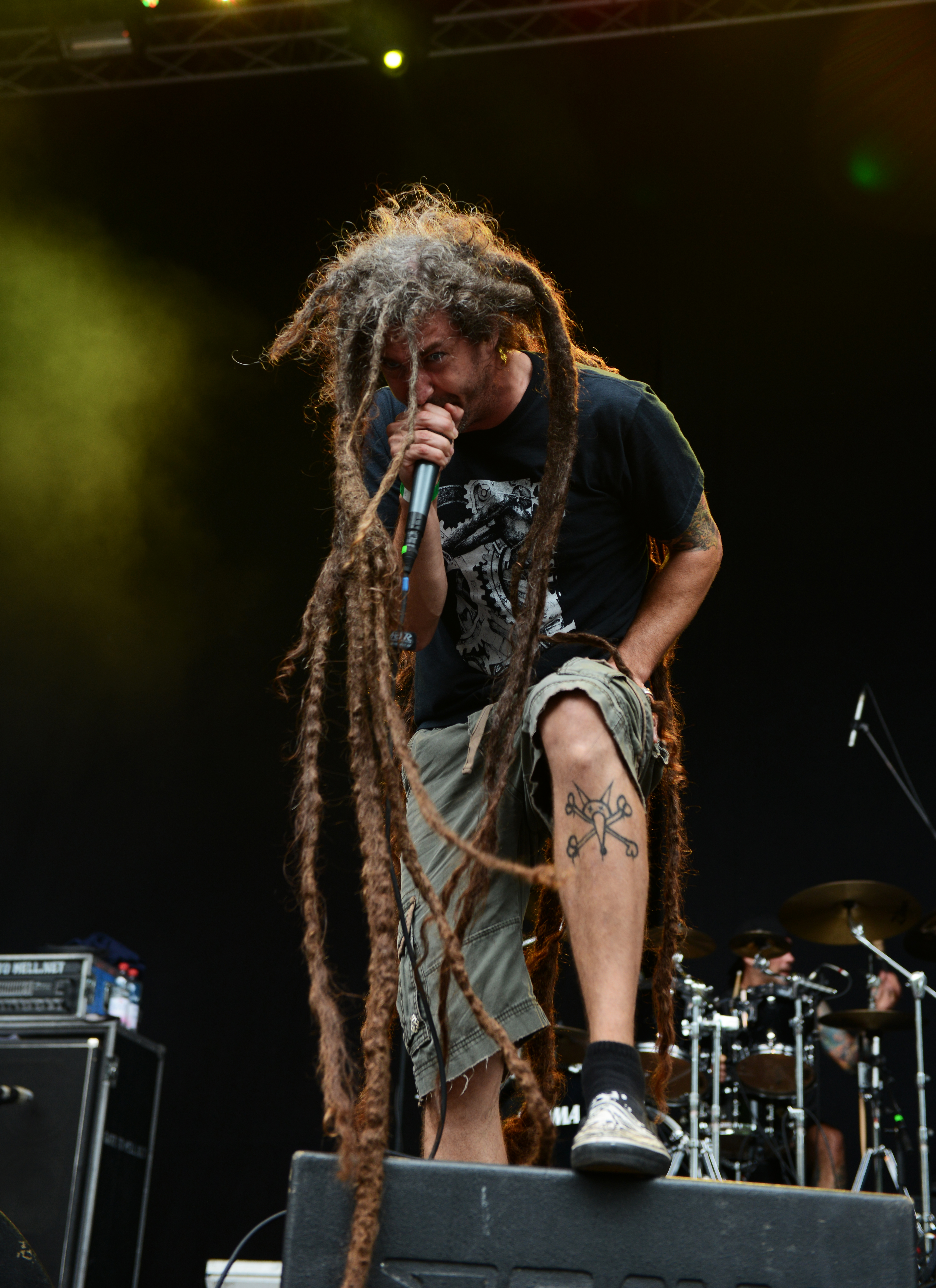
Brian Fair, 2014
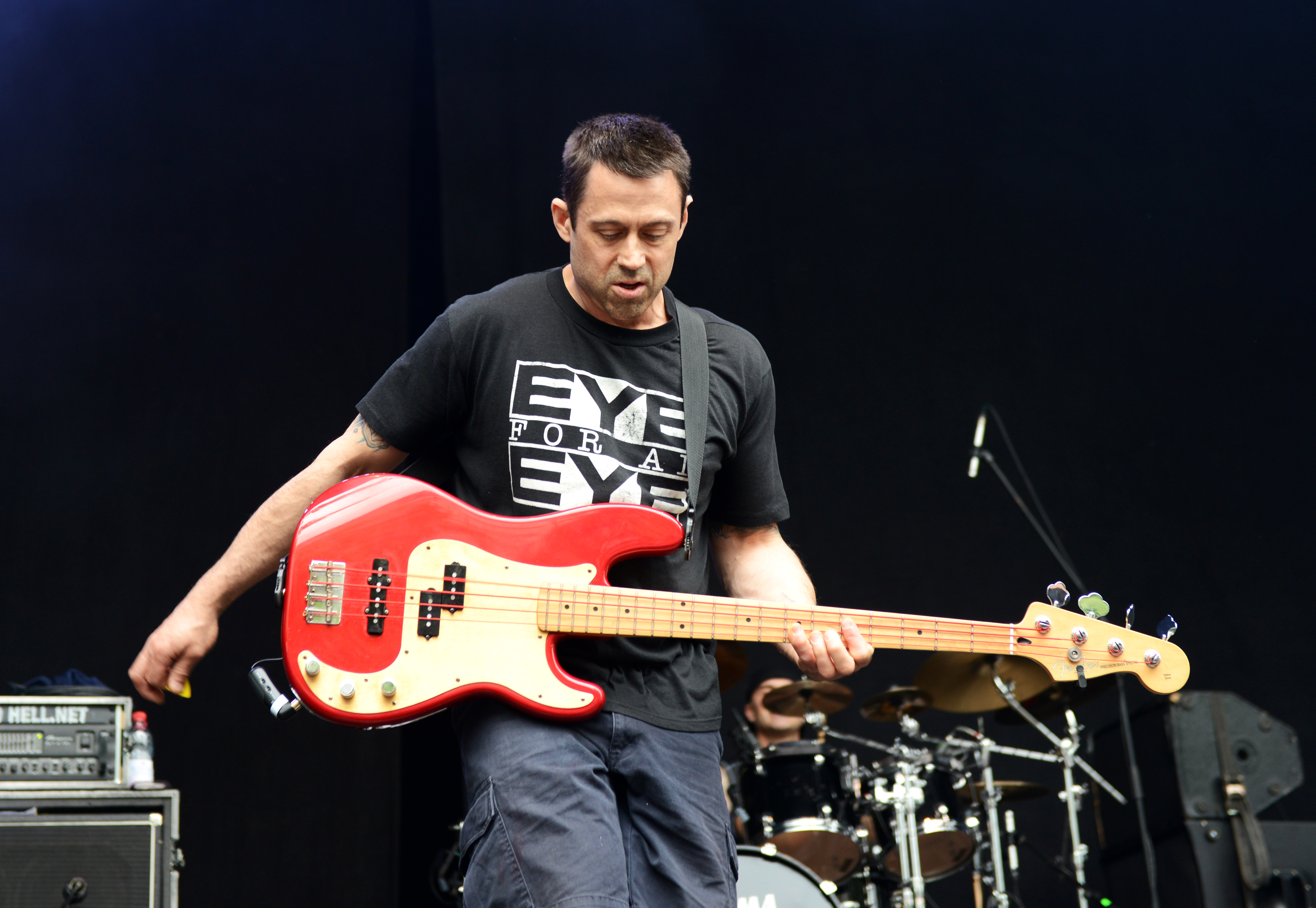
Paul Romanko, 2014
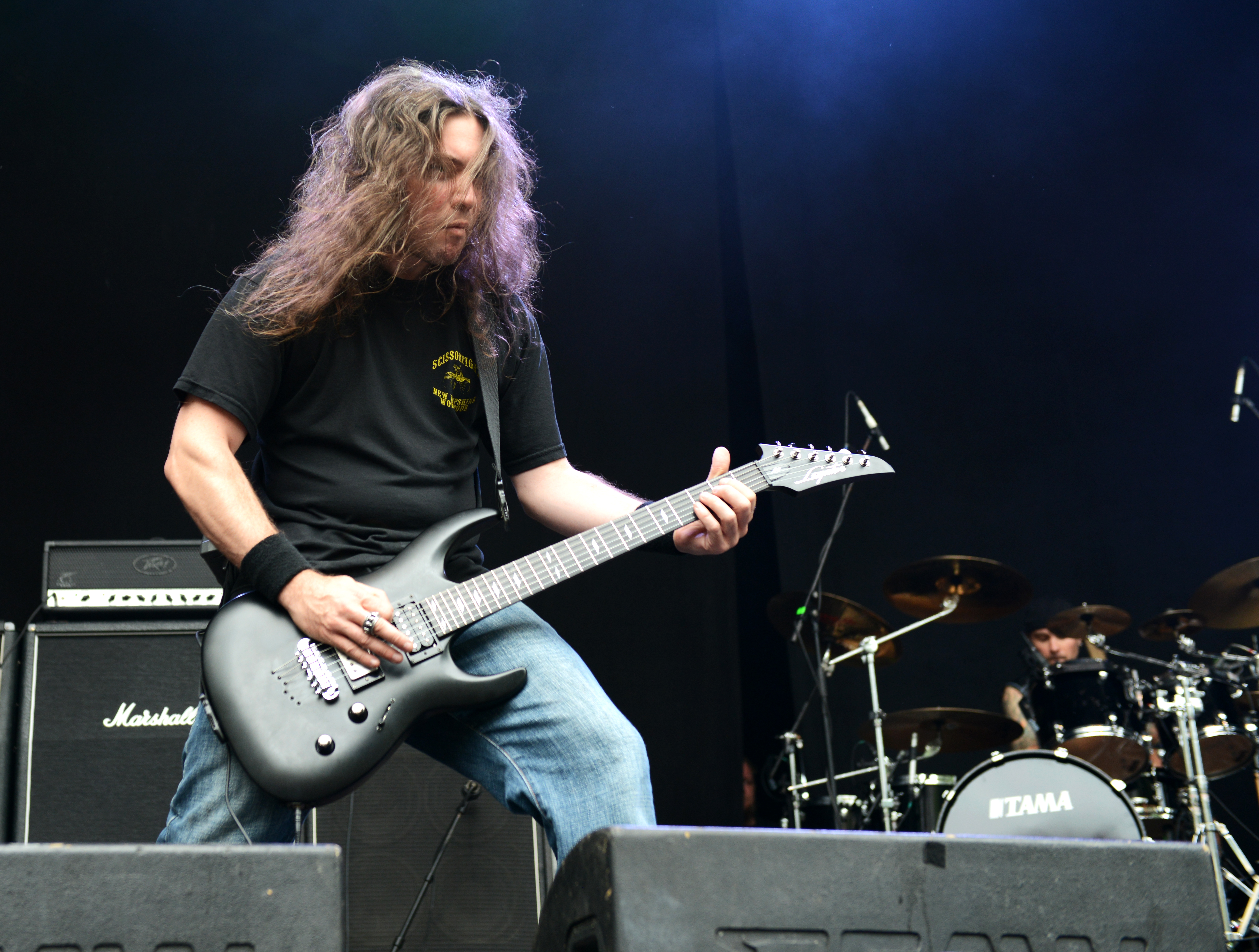
Matt Bachand, 2014
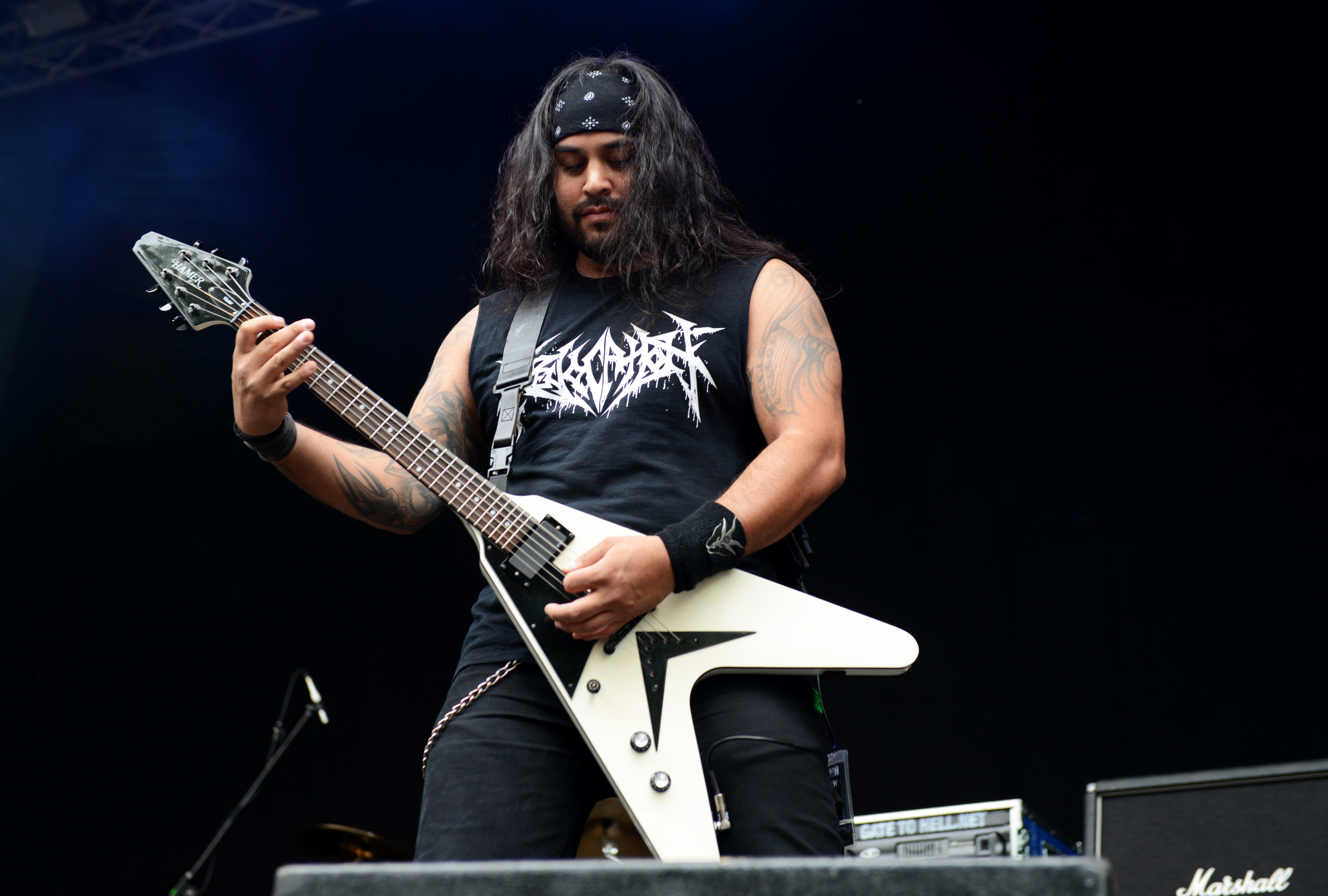
Felipe Roa, 2014

Antiguos miembros
- Adam Dutkiewicz: batería(1996)
- Philip Labonte: vocalista(1996–1999)
- David Germain: Batería(1995–2001)
- Derek Kerswill
- Jonathan Donais: guitarra líder, vocalista de apoyo (1995–2013)

## Discografía

### Álbumes de estudio
| Año  | Álbum                  | Billboard 200 |
| ---- | ---------------------- | ------------- |
| 1997 | Somber Eyes to the Sky | -             |
| 2000 | Of One Blood           | -             |
| 2002 | The Art of Balance     | 15            |
| 2004 | The War Within         | -             |
| 2007 | Threads Of Life        | -             |
| 2009 | Retribution            | -             |
| 2012 | Fire from the Sky      | -             |

### EP
| Año  | Álbum            |
| ---- | ---------------- |
| 1997 | To Ashes         |
| 2001 | Deadworld        |
| 2010 | Bark at the Moon |

### Compilaciones
| Año  | Álbum                              |
| ---- | ---------------------------------- |
| 2002 | Fear Will Drag You Down            |
| 2006 | Fallout From the War               |
| 2007 | Seeking the Way: The Greatest Hits |

### Video álbumes
| Año  | Álbum              |
| ---- | ------------------ |
| 2005 | The Art of Touring |
| 2010 | Madness in Manila  |

### Sencillos
| Año  | Título                    | US Main. | Álbum             |
| ---- | ------------------------- | -------- | ----------------- |
| 2004 | "What Drives the Weak"    | 38       | The War Within    |
| 2005 | "Inspiration on Demand"   | 33       | The War Within    |
| 2005 | "Enlightened by the Cold" | —        | The War Within    |
| 2007 | "Redemption"              | 37       | Threads of Life   |
| 2007 | "Another Hero Lost"       | 40       | Threads of Life   |
| 2009 | "Still I Rise"            | —        | Retribution       |
| 2009 | "King of Nothing"         | —        | Retribution       |
| 2010 | "Bark at the Moon"        | —        | Retribution       |
| 2012 | "The Unknown"             | —        | Fire from the Sky |

## Premios y nominaciones

### Nominaciones
- Premio Grammy por Mejor Interpretación Metal – "What Drives the Weak" (2006)
- Premio Grammy por Mejor Interpretación Metal – "Redemption" (2008)